# Детска железница
Детската железница е теснолинейна железопътна линия, предназначена за деца.
Освен като атракцион за забавление на децата, успешно се използва като извънкласна учебна форма, в която деца на възраст от 8 до 15 години изучават професията на железничарите.

## Описание
Детската железница представлява участък теснолинеен път с дължина от 1 до 11 км, изолиран от общата железопътна мрежа. Често е кръгова и е прокарана в градските паркове или зони за отдих.
Характерното за детските железници е, че те се строят възможно най-близко до техния прототип – нормалната железница. За това те използват същото оборудване, а правилата за железопътната експлоатация са максимално приближени до тези на нормалните железници. Имат своя железопътна инфраструктура – гари, тунели, мостове и други съоръжения.

## Учебни железници
Като специфична образователна институция се появява в Съветския съюз, където се развива изключително добре. Първата детска железница е построена в парка „М. Горки“ в Москва през 1932 г..
На детската железница се провеждат всички занятия на младите железничари. Практическото им обучение е обикновено през летния период. През останалото време от годината на детската железница се провежда теоретическото обучение на децата.
По времето на експлоатационния сезон децата под ръководството на опитни железопътни инструктори затвърждават получените теоретични знания. Те самостоятелно извършват всички основни работи по експлоатацията на детската железница. Заемат всички постове – от началник на гара и ръководител на движението, до машинисти и стрелочници.
Успешно завършилите обучението на детската железница се ползват с предимство при кандидатстване в железопътни транспортни средни и висши училища. Тя играе важна роля при професионалната ориентация на подрастващите и спомага за тяхното развитие.

## Разпространение
Много от учебните детски железници все още функционират в страните от бившия СССР и бившите социалистически страни. Някои от тях са превърнати в детски атракционни железници.
Изградени са детски железници и в България:
- Кърджали - открита на 30 септември 1962, закрита в края на 1990-те години, открита отново на 7 септември 2006, дължина 1,21 км
- Пловдив - открита на 23 септември 1979, закрита през 1990-те години, реконструирана и открита отново през 2007, дължина до реконструкцията 960 м, след реконструкцията 1090 м, междурелсие 600 мм